# Paraimene tumulus
Paraimene tumulus är en kräftdjursart som beskrevs av Kensley, Ortiz och Marilyn Schotte 1997. Paraimene tumulus ingår i släktet Paraimene och familjen klotkräftor. Inga underarter finns listade i Catalogue of Life.